# Wilson (film, 2017)
Pour les articles homonymes, voir Wilson.
Pour plus de détails, voir Fiche technique et Distribution.
Wilson est un film américain réalisé par Craig Johnson, sorti en 2017. Il s’agit de l’adaptation du roman graphique éponyme de Daniel Clowes (2010).

## Synopsis
Après la mort de son père, Wilson tente de retrouver son ex-femme, Pippi. Il apprend qu'une fille, Claire, est née de leur union après leur divorce. Wilson va alors tenter de reconstituer sa famille coûte que coûte. 

## Fiche technique
- Titre original : Wilson
- Réalisation : Craig Johnson
- Scénario : Daniel Clowes, d'après sa bande dessinée Wilson
- Décors : Ethan Tobman
- Costumes : Christopher Peterson
- Photographie : Frederick Elmes
- Montage : Paul Zucker
- Musique : Jon Brion
- Production : Jared Goldman et Mary Jane Skalski
- Société de production : Ad Hominem Enterprises
- Société de distribution : Fox Searchlight Pictures (États-Unis)
- Budget : 5 millions de dollars
- Pays d'origine :  États-Unis
- Langue originale : anglais
- Format : couleur - 2.35:1
- Genre : comédie dramatique
- Durée : 101 minutes
- Dates de sortie[1] : 
  -  États-Unis : 22 janvier 2017 (festival de Sundance)
  -  France : 17 mars 2017 (festival 2 Valenciennes)
  -  États-Unis : 24 mars 2017

## Distribution

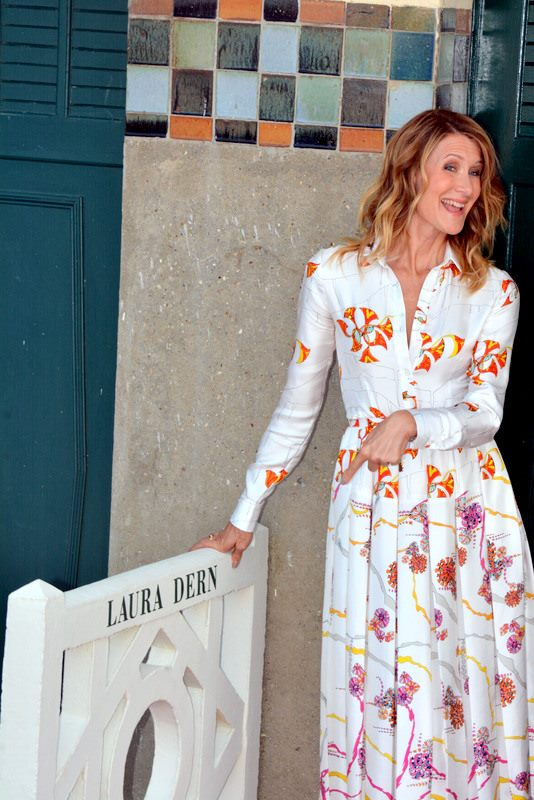
L'actrice principale Laura Dern au Festival de Deauville 2017.

- Woody Harrelson (VF : Jérôme Pauwels ; VQ : Louis-Philippe Dandenault) : Wilson
- Laura Dern (VF : Rafaèle Moutier ; VQ : Anne Bédard) : Pippi
- Isabella Amara (VF : Alexia Papineschi ; VQ : Ludivine Reding) : Claire
- Judy Greer (VF : Anne Massoteau ; VQ : Julie Burroughs) : Shelly
- Cheryl Hines (VF : Laurence Sacquet ; VQ : Hélène Mondoux) : Polly
- Margo Martindale : Alta
- David Warshofsky : Orson
- Brett Gelman : Robert
- Mary Lynn Rajskub (VF : Cléo Anton) : Jodie
- Lauren Weedman : Cat Lady

## Production

### Genèse et développement
Les droits de la bande dessinée de Daniel Clowes sont tout d'abord acquis par Fox Searchlight Pictures. Alexander Payne est alors attaché à la réalisation. Derek Cianfrance est lui aussi envisagé, mais il préfère mettre en scène Une vie entre deux océans (2016).

### Tournage
Le tournage a eu lieu dans le Minnesota, notamment à Minneapolis, à Saint Paul, au lac Minnetonka, au Mall of America de Bloomington et à Woodbury.